# Hartmannsdorf (Lübben (Spreewald))
Hartmannsdorf, niedersorbisch Hartmanojce, ist ein Ortsteil der Stadt Lübben (Spreewald) im Landkreis Dahme-Spreewald in Brandenburg. Der Ort liegt im Spreewald nördlich von Lübben.

## Geschichte

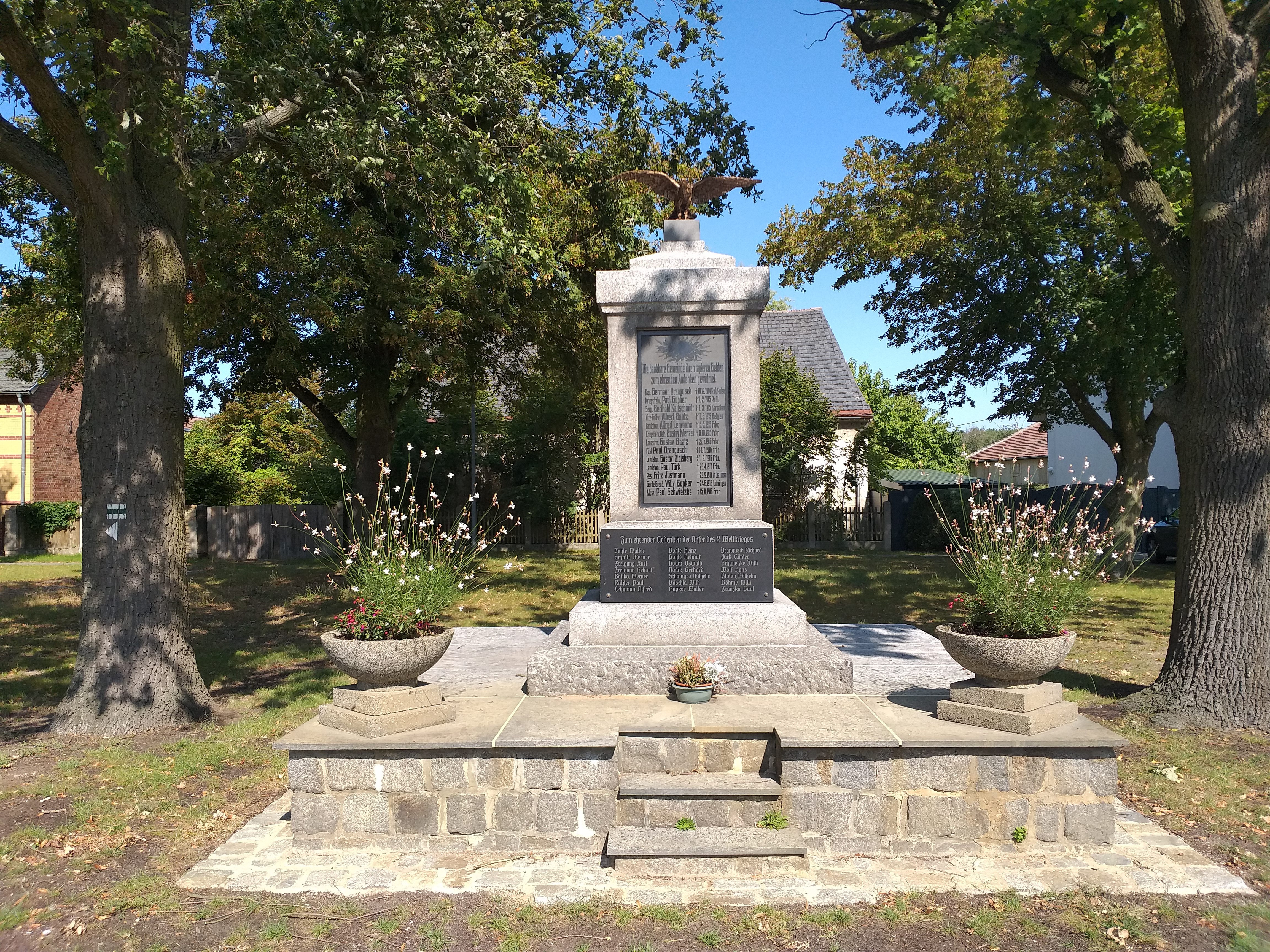
Gefallenendenkmal in Hartmannsdorf

1297 war der Ort im Besitz derer von Poigk. Im Jahr 1620 war Hartmannsdorf im Besitz des Adelsgeschlechts von Pfuel. Am 6. Dezember 1993 wurde der Ort in die Kreisstadt Lübben (Spreewald) eingemeindet.

## Kultur und Sehenswürdigkeiten
Historische Bauwerke

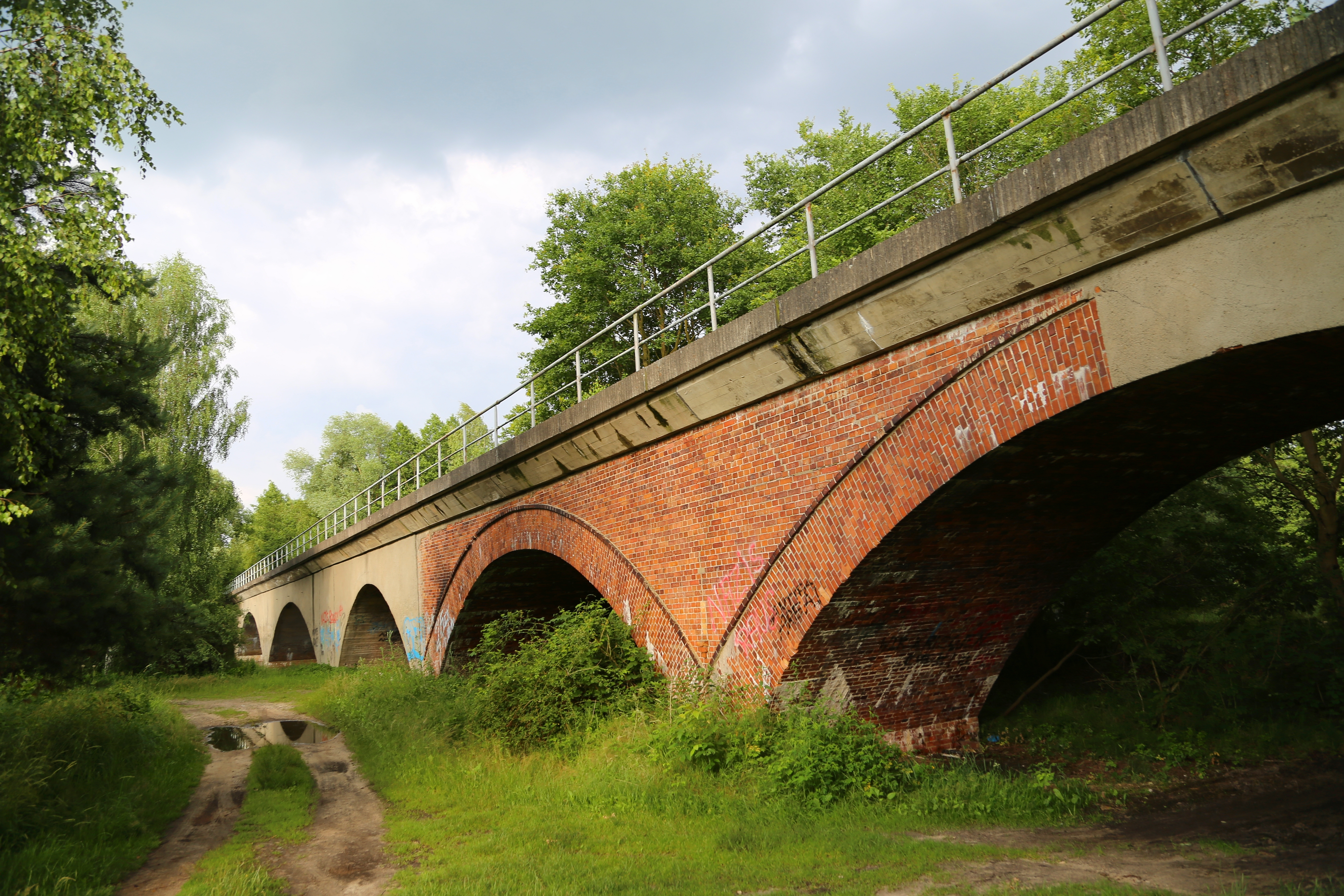
Rote Brücke (2013)

- Rote Brücke, ein Eisenbahnviadukt über die Spree.

## Verkehr
Hartmannsdorf (Niederlausitz) liegt an der Bahnstrecke Falkenberg–Beeskow.
Der Ort ist durch die „Hartmannsdorfer Straße“ an das Brandenburgische Straßennetz angeschlossen.

## In Hartmannsdorf geboren
- Gerd Franzka (* 1958), deutscher Behindertensportler
- Karin Büttner-Janz (* 1952), deutsche Kunstturnerin und Medizinerin